# عباس دوران
عباس دوران (۲۰ مهر ۱۳۲۹ – ۳۰ تیر ۱۳۶۱) سرهنگ جنگندهٔ مک‌دانل داگلاس اف-۴ فانتوم ۲ نیروی هوایی ایران بود که در ماه‌های آغازین جنگ ایران و عراق نقش مهمی در بمباران اهداف دشمن عراقی ایفا کرد. دوران در دو سال اول جنگ بیش از ۱۲۰ عملیات و پرواز برون مرزی موفق داشت. او در عملیات بغداد در خاک عراق کشته شد.

## زندگی‌نامه
عباس دوران در سال ۱۳۲۹ در شهر شیراز زاده شد. دوران کودکی، نوجوانی و جوانی را در شیراز گذراند و پس از اخذ مدرک دیپلم در سال ۱۳۴۹ به خدمت سربازی رفت.
پس از پایان دورهٔ وظیفه، به‌دلیل علاقه به یادگیری فن خلبانی در سال ۱۳۵۱ وارد دانشکدهٔ خلبانی نیروی هوایی شاهنشاهی ایران شد و پس از طی دورهٔ مقدماتی پرواز در ایران، برای ادامهٔ تحصیل و فراگیری دورهٔ تکمیلی خلبانی به آمریکا اعزام شد. وی با اخذ نشان و گواهی‌نامه خلبانی از دانشکده خلبانی پایگاه نیروی هوایی کلمبوس به ایران بازگشت و با درجهٔ ستوان‌دومی در پایگاه هوایی همدان مشغول به خدمت شد.
همسر وی «نرگس خاتون دلیری فرد» نام داشت. در زمان آخرین پروازش، پسرش امیررضا، هشت ماه و نیمه بود.

## جنگ
سرتیپ نمکی می‌گوید:
«نفرات فنی و مدیریتی و خلبانان زیادی به اتهام شرکت در کودتای نقاب [معروف به کودتای نوژه] از کار برکنار شدند، اما بعد از ظهر ۳۱ شهریور ۱۳۵۹ آنها آمدند و گفتند می‌خواهند بدون حقوق و درجه به کشور خدمت کنند؛ و بسیاری از آن مردان تبدیل به بهترین افسران و خلبانان جنگ گردیده و حتی شهید شدند. خلبانان شهید اقبالی دوگاهه، دل حامد، غفور جدی، مهدیار و عباس دوران برخی از این افراد شاخص بودند.»
با شروع جنگ ایران و عراق، او در پست افسر خلبان شکاری و معاونت عملیات فرماندهی پایگاه سوم شکاری (که در آغاز جنگ به پایگاه هوایی شهید نوژه نامیده شده بود) مشغول خدمت بود و پس از مدتی، برای ادامه پروازهای جنگی به پایگاه ششم شکاری بوشهر منتقل شد.
دوران در ۷ آذر ۱۳۵۹ و در جریان جنگ ایران و عراق و در طی عملیات مروارید، اسکله الامیه و البکر را غرق کرد. از آنجایی که بخش مهمی از صادرات نفت عراق از طریق این دو سکوی عظیم نفتی واقع در مصب اروندرود عملی می‌شد، با انهدام این سکوهای نفتی عملاً صادرات نفت عراق از طریق دریا قطع گردید.
وی همچنین در عملیات فتح‌المبین بسیار موفق عمل کرد.

## آخرین پرواز
صدام حسین پیش از جنگ و در اجلاس سران عدم تعهد در هاوانا، میزبانی بغداد را برای اجلاس بعدی گرفته بود تا ژست یک صلح طلب را به نمایش بگذارد. او با ترسو خواندن خلبانان ایرانی گفته بود:
«هیچ خلبان ایرانی جرئت نزدیک شدن به آسمان بغداد برای برهم زدن اجلاس را ندارد.»
در حالی که تلاش‌های دیپلماتیک برای تغییر محل اجلاس عدم تعهد از سوی وزارت خارجه و دولت ایران در جریان بود، نیروی هوایی ارتش ایران در صدد انجام حملاتی به بغداد برآمد تا عدم امنیت این شهر برای برگزاری اجلاس را ثابت کند. عباس دوران برای جلوگیری از تشکیل کنفرانس سران غیرمتعهدها در تاریخ بیستم تیر سال ۱۳۶۱ مقارن با ژوئیه ۱۹۸۲ مأموریت یافت تا پایتخت عراق را ناامن نماید.
در ۳۰ تیر ۱۳۶۱ شش خلبان نیروی هوایی با سه فروند هواپیمای جنگنده برای این عملیات آماده شدند. یکی از این خلبانان عباس دوران بود. تصمیم بر این می‌شود که سه فروند مک دانل داگلاس اف ۴ فانتوم کاملاً مسلح به پرواز درآیند. هر سه تا مرز پرواز کنند و تنها دو فروند از مرز گذشته و به هدف حمله‌ور شوند و فانتوم سوم در همان‌جا منتظر بماند تا در صورت نیاز به آن‌ها بپیوندد. خلبانان مأموریت یافتند روی بغداد عملیاتی انجام دهند. هدف آن‌ها بمباران پالایشگاه «الدوره» بغداد، نیروگاه اتمی بغداد و پایگاه الرشید بوده است. هر سه تا مرز پرواز می‌کنند آن‌گاه یکی جدا شده و دو فروند دیگر به فرماندهی دوران وارد خاک عراق می‌شوند. هواپیماها در حدود ۳۰ کیلومتری شهر بغداد با ۳ دیوار آتش در مقابل خود مواجه می‌شوند. پس از عبور از دیوارهای آتش دشمن چند گلوله به یکی از هواپیماها برخورد می‌کند. با اصابت این گلوله‌ها، موتور سمت راست هواپیمای دوران از کار می‌افتد ولی او باز هم تصمیم به ادامه عملیات می‌گیرد؛ بنابراین هواپیماها به‌سمت جنوب شرقی شهر بغداد که پالایشگاه «الدوره» در آن‌جا بود ادامه مسیر می‌دهند و با این‌که پدافند دشمن بسیار قوی است اما تمام بمب‌ها را روی این پالایشگاه تخلیه می‌کنند.
بعد از تخلیه بمب‌ها به مسیری ادامه می‌دهند که در واقع این مسیر در نهایت به سالن کنفرانس سران غیرمتعهدها ختم می‌شده‌است. در همین زمان هواپیمای محمود اسکندری که به شدت آسیب دیده با مهارت بالای این خلبان از مهلکه می‌گریزد و به پایگاه هوایی نوژه برمی گردد، همچنین هواپیمای دوران مورد اصابت چندین گلوله ضدهوایی قرار می‌گیرد؛ به‌طوری که از دم هواپیما تا محل قرار گرفتن کابین خلبان آتش می‌گیرد. در این هنگام، منصور کاظمیان، خلبان کابین عقب به درجات و نشانگرها نگاه کرده و متوجه می‌شود که از کار افتاده‌اند؛ بنابراین تصمیم به خروج از هواپیما و ایجکت خود و دوران می‌گیرد؛ ولی قبل از کشیدن دستگیره خروج اضطراری، ایجکت صندلی کابین عقب (احتمالاً به دلیل رسیدن آتش به صندلی) عمل کرده و کاظمیان به‌صورت خودکار به بیرون پرتاب می‌شود. اما عباس دوران با صرف نظر کردن از خروج اضطراری، جنگنده صدمه‌دیدهٔ خود را که در آتش می‌سوخت، با هدف ناامن جلوه دادن شهر بغداد، در مسیر هتل محل برگزاری هفتمین دوره اجلاس سران جنبش غیرمتعهدها 
ادامه داده تا بالاخره هواپیما در یک میدان سقوط  می‌کند. در نتیجه این عملیات، اجلاس عدم تعهد در بغداد به دلیل ناامنی برگزار نشد. این عملیات تحت عنوان عملیات بغداد نام گرفت.
به این صورت در اواسط ژوئیه ۱۹۸۲ بود که سازمان وحدت آفریقا هم اعلام کرد که بغداد محل مناسبی برای گردهمایی غیرمتعهدها نیست بعد از آن‌هم کوبا اعلام کرد کنفرانس سران در بغداد تشکیل نخواهد شد. پیشنهاد عراق برای میزبانی کنفرانس وزیران خارجه هم که قرار بود قبل از اجلاس سران برگزار شود، مورد استقبال قرار نگرفت. سرانجام در سپتامبر ۱۹۸۲ فیدل کاسترو طی نامه‌ای رسماً اعلام کرد که اجلاس بعدی در دهلی نو، هفتم مارس ۱۹۸۳ تشکیل خواهد شد و همه کشورهای عضو با این تصمیم موافقت کرده‌اند و بدین ترتیب شکست بزرگ سیاسی برای صدام رقم خورد.

## خاکسپاری
از پیکر وی، بیست سال بعد در سال ۱۳۸۱ تکه‌ای از استخوان پا به ایران بازگشت که در ۱۰ مرداد ۱۳۸۱ خانواده وی آن را طی مراسمی رسمی با حضور مسئولان کشوری و لشکری، خانواده و بستگان در شیراز به خاک سپردند.

## فیلم
بر اساس داستان آخرین روزهای زندگی و واپسین مأموریت دوران، دو فیلم سینمایی با نام‌های عبور از خط سرخ (سال ۱۳۷۴) و خلبان (سال ۱۳۷۶) به کارگردانی جمال شورجه ساخته شده‌است.

## یادواره
برای بزرگداشت یاد وی، بزرگراهی در شرق تهران و همچنین پایگاه هفتم شکاری در شیراز به نام وی نام‌گذاری شده‌است.